# گابریل پیگری
گابریل پیگری (انگلیسی: Gabriel Pigrée؛ زادهٔ ۱۸ مارس ۱۹۸۵) بازیکن فوتبال اهل فرانسه است.
از باشگاه‌هایی که در آن بازی کرده‌است می‌توان به اشاره کرد.
وی همچنین در تیم‌های ملی فوتبال رئونیون و گویان فرانسه بازی کرده‌است.